# Луи IV
Луи IV Задморски (на френски: Louis IV d'Outremer; * 10 септември 920 или 921, Лаон, Франция; † 10 септември 954, Реймс, Франция) от династия Каролинги, е крал на Западно-Франкско кралство (936 – 954).

## Биография
Син е на Шарл III Простоватия и Огива Усекска, сестра на краля на Англия. След като Шарл попада в плен при граф Херберт II де Вермандоа (923), Огива бяга с малкия си 3-годишен син при брат си в Англия. Така Луи живее и се възпитава в Англия, затова го наричат Задморски.
След смъртта на Раул през 936 г. Луи потегля към Франция и е избран за крал. Суверенитетът му е ограничен до Лаон и малки територии в Северна Франция. По-голямата част от царуването му е съпътствано от конфликт с графа на Париж Юго.
През 939 г. Луи е въвлечен във война с немския император Ото I Велики за Херцогство Лотарингия, но същевременно същата година се жени за сестрата на Ото Герберга Саксонска (* ок. 913; † 3 февруари 969), вдовица на Гизелберт (на немски: Giselbert) херцог на Лотарингия.
Връщайки се в Реймс, кралят вижда вълк. Той го подгонва, като при препускането пада от коня. От силното сътресение се разболява от слонска болест. Кралят дълго и мъчително страда и на 10 септември 954 година умира съвсем млад. Наследен от сина си Лотар.

## Деца
Луи IV и Герберга имат 8 деца:
- Лотар (* 941; † 986), крал на Франция от 954 г., женен през 966 г. за Ема Италианска, дъщеря на Лотар II, крал на Италия
- Матилда (* 943; † 992); омъжена за Конрад III, крал на Бургундия
- Хилдегарда (* ок. 944)
- Карломан (Карл) (* ок. 945; † ок. 953)
- Людовик (* ок. 948; † 954)
- Алберада (* ок. 953)
- Анри (* ок. 953)
- Карл I Лотарингски (* 953; † ок. 993), херцог на Долна Лотарингия